# Pensionskasse
Die Pensionskasse ist eine Einrichtung zur Altersversorgung für Mitarbeiter eines Unternehmens im Rahmen der betrieblichen Altersversorgung (bAV).
Der Mitarbeiter erhält vom Arbeitgeber eine Zusage, die entweder von ihm selbst durch Entgeltumwandlung oder vom Arbeitgeber finanziert wird, wobei Mischfinanzierungen – insbesondere im Rahmen des Betriebsrentenstärkungsgesetzes – möglich sind. Die Pensionskasse verwaltet das Vermögen und zahlt später die Altersrenten oder das Alterskapital (Versorgungsleistungen) aus.
Die Pensionskasse ist ähnlich einer Direktversicherung. Der Unterschied erschließt sich vornehmlich historisch: Pensionskassen kamen für die betriebliche Altersvorsorge regelmäßig in Großunternehmen und im öffentlichen Dienst zum Einsatz und wurden von diesen zumeist selbst betrieben. Die Direktversicherung hingegen war und ist ein unternehmensunabhängiges Finanzprodukt (externalisierter Versorger leistet die Altersversorgung). Seit 2002 ist der Markt für Pensionskassen jedoch geöffnet, sodass Versicherungsunternehmen unmittelbar in die Versorgung treten können. Oft beruht die Existenz der Pensionskassen auf der Grundlage eines Tarifvertrages (z. B. VBL, Versorgungskasse, ZVK).

## Allgemeines
Eine Pensionskasse ist in Deutschland eine Einrichtung, die als rechtlich selbständiges Unternehmen innerhalb der betrieblichen Versorgung fungiert. Zweck der Pensionskasse ist es, die Absicherung wegfallenden Erwerbseinkommens wegen Alters, Invalidität und Tod zu gewährleisten. Das Versicherungsgeschäft wird im Wege des Kapitaldeckungsverfahrens betrieben.
In der Schweiz und in Liechtenstein ist sie entweder eine öffentlich-rechtliche oder privatrechtliche juristische Person; sie kann dabei Teil einer Versicherungseinrichtung sein. In Österreich ist eine Pensionskasse eine staatlich konzessionierte, privatwirtschaftlich organisierte Vermögensverwaltungsgesellschaft zum Zwecke der Altersvorsorge. Die Pensionskasse schuldet stets gegen Zahlung von Beiträgen Vorsorgeleistungen und trägt somit gewisse Vorsorgerisiken. Die abgedeckten Risiken sind – je nach Ausprägung der Pensionskasse unterschiedlich gewichtet – die Risiken Invalidität, Alter und Tod. Der Vorsorgeberechtigte hat einen Rechtsanspruch auf die Leistungen der Pensionskasse.

## Deutschland
Die Pensionskasse wird in der Rechtsform eines Versicherungsvereins auf Gegenseitigkeit (VVaG) oder als Aktiengesellschaft betrieben (§ 232 VAG). Im Fall der VBL, Versorgungskasse, ZVK aber auch als Anstalt des öffentlichen Rechts. Sofern die Pensionskasse als VVaG auftritt, kann die Satzung vorsehen, dass eine Nachschusspflicht der Mitglieder (Arbeitgeber) besteht, oder dass die Beiträge ohne Leistungserhöhung steigen können, beziehungsweise die garantierten Leistungen herabgesetzt werden, was nichts anderes bedeutet, als dass in bestehende Pensionspläne eingegriffen werden darf. Bei einer Firmierung als AG haftet das Gesellschaftsvermögen für die Verbindlichkeiten.

### Deregulierung
Zum 1. Januar 2006 wurden die Pensionskassen durch Änderung des Versicherungsaufsichtsgesetzes (VAG) dereguliert. Deregulierte Pensionskassen unterliegen den gleichen Anforderungen an den Rechnungszins und die sonstigen Kalkulationen wie Lebensversicherer. Sie müssen ihre Bedingungen und Tarife mitsamt ihren Kalkulationsgrundlagen sowie ihre Solvabilität (Zahlungsfähigkeit) gegenüber der BaFin zur Prüfung vorlegen. Auf Antrag kann gemäß § 233 Abs. 1 Satz 3 VAG der Zustand der Regulierung wiederhergestellt werden, eine Möglichkeit, die viele der bereits seit vielen Jahrzehnten existierenden Alt-Pensionskassen auch genutzt haben. Diese Pensionskassen (sogenannte Firmenpensionskassen) grenzen sich von den deregulierten (vertrieblich orientierten) Pensionskassen der Versicherungswirtschaft ab. Voraussetzung für die Regulierung ist der Verzicht auf einen Abschlusskosten verursachenden Vertriebsapparat.

### Besteuerung
Deregulierte Pensionskassen sind wie Lebensversicherer körperschafts- und gewerbesteuerpflichtig. Regulierte Pensionskassen sind davon befreit, sofern sie kein Rückdeckungsgeschäft betreiben.
Die Beiträge zur Pensionskasse sind für den Arbeitgeber regelmäßig Betriebsausgaben im Sinne des § 4c EStG. Dessen steuerlicher Gewinn wird dadurch gemindert. Die Beiträge, die der Arbeitgeber für seinen Arbeitnehmer an eine Pensionskasse entrichtet, gehören zum Arbeitslohn, sind für ihn aber gemäß § 3 Nr. 63 EStG bis zur Höhe von 4 % der Beitragsbemessungsgrenze der gesetzlichen Rentenversicherung (West) steuer- und sozialversicherungsfrei. Die späteren Versorgungsleistungen unterliegen hingegen nach § 22 Nr. 5 EStG der nachgelagerten Besteuerung, wobei der Vorteil des Arbeitnehmers regelmäßig ist, dass die Steuerlast im Alter regelmäßig niedriger liegt als in der Erwerbsphase. Nicht sozialversicherungsfrei, aber steuerfrei sind weitere 4 % der Beitragsbemessungsgrenze, sodass im Monat in der Spitze 584 EUR umgewandelt werden können (Stand: 2023).
Umlagefinanzierte Pensionskassen können weiterhin Neuverträge nach § 40b EStG (alte Fassung) mit pauschalversteuerten Beiträgen abschließen. Allerdings ist die Kapitalabfindung bei diesen Verträgen nicht mehr steuerfrei, sondern nach dem Halbeinkünfteverfahren mit dem halben Ertragsanteil steuerpflichtig.

### Riester-Förderung
Beiträge zur Pensionskasse, die aus individuell versteuertem und mit Sozialversicherungsbeiträgen belegtem Einkommen aufgebracht werden, können im Rahmen des § 10a EStG als Sonderausgaben abgezogen oder nach §§ 79 ff EStG durch eine Altersvorsorgezulage gefördert werden. Die späteren Versorgungsleistungen unterliegen in diesem Fall in voller Höhe der Besteuerung (nachgelagerte Besteuerung).

### Insolvenzsicherung
Für Pensionskassen greift regelmäßig die Subsidiärhaftung durch den Arbeitgeber (§ 1 Abs. 1 Satz 3 BetrAVG). Wird der Arbeitgeber einstandspflichtig, unterliegt er selbst (nicht die Pensionskasse) der Insolvenzsicherungspflicht über den Pensionssicherungsverein. Grundsätzlich sind Pensionskassen auch nicht durch den Sicherungsfonds für Lebensversicherungen geschützt, jedoch besteht für Pensionskassen unter bestimmten Voraussetzungen die Möglichkeit, dem Sicherungssystem Protektor beizutreten (§ 221 Abs. 2 VAG). Insbesondere regulierten Pensionskassen ist diese Absicherung jedoch regelmäßig verwehrt. Pensionskassen unterliegen der Versicherungsaufsicht (BaFin).
In Deutschland gibt es (Stand Anfang 2020) 135 Pensionskassen mit rund 170 Milliarden Euro Kapitalanlagen.
Pensionskassen sind von der seit Jahren anhaltenden Niedrigzinsphase stärker betroffen als Lebensversicherer. Einige Kassen brauchen erhebliche Unterstützung der Arbeitgeber als Träger.

## Österreich
Eine Pensionskasse ist eine Aktiengesellschaft, die eine oder mehrere Veranlagungs- und Risikogemeinschaften (VRG) verwaltet.
Die gesetzlichen Grundlagen für die Tätigkeit der Pensionskassen in Österreich sind das Pensionskassengesetz (PKG) und das Betriebspensionsgesetz (BPG).
Eine VRG (Veranlagungs- und Risikogemeinschaft) ist eine in der Pensionskasse gebildete Gruppe von Berechtigten, in der das Kapital für alle in der gleichen Form angelegt wird. Außerdem haben die in einer VRG zusammengefassten Arbeitnehmer und Pensionisten ähnliche Eigenschaften (Berufsunfähigkeitsrisiken, Lebenserwartung etc.). Innerhalb einer VRG findet der Ausgleich der Risiken statt.
Jede VRG umfasst mindestens tausend Personen und setzt sich aus Mitarbeitern mehrerer – auch kleinerer – Betriebe oder eines Großbetriebs zusammen.
Bei Betriebspensionen werden zwei Phasen unterschieden: die Phase vor Pensionsantritt („Anwartschaftsphase“) und die Zeit ab dem Pensionsantritt („Leistungsphase“).
In der Anwartschaftsphase zahlt das Unternehmen bzw. der Mitarbeiter in die Pensionskasse ein. Ab dem vertraglich vereinbarten Pensionsantritt wird der Mitarbeiter zum „Leistungsberechtigten“ und erhält, entsprechend der vertraglichen Regelung, die vereinbarte Betriebspension von der Pensionskasse ausgezahlt. Das Unternehmen stellt in der Regel gleichzeitig seine Zahlungen für den betreffenden Mitarbeiter an die Pensionskasse ein.
Es besteht aber auch die Möglichkeit, dass ein Mitarbeiter berufsunfähig oder invalide wird. In diesem Fall erhält er, wenn in der Pensionsvereinbarung ein entsprechender Schutz für Berufsunfähigkeit bzw. Invalidität vorgesehen ist, eine so genannte Berufsunfähigkeits-/Invaliditätspension.
Im Falle des Todes eines Berechtigten in der Anwartschafts- oder in der Leistungsphase erhalten seine Hinterbliebenen eine Pension entsprechend der Pensionsvereinbarung.

## Schweiz und Liechtenstein
In der Schweiz bildet die berufliche Vorsorge (landläufig Pensionskasse genannt) die sogenannte Zweite Säule innerhalb des schweizerischen Drei-Säulen-Systems.
Grundsätzlich wird zwischen Beitrags- und Leistungsprimat unterschieden. Beim Beitragsprimat wird die Beitragshöhe reglementarisch in Höhe einer Bezugsgröße (bspw. maßgeblicher Lohn) festgelegt, und daraus die Höhe der Leistung ermittelt. Im Leistungsprimat jedoch werden die Beiträge auf Grund der definierten Leistung ermittelt.
Der Arbeitgeber hat ab einem bestimmten Brutto-Jahreslohn (der sog. BVG-Eintrittsschwelle) von CHF 22'050 (Stand 2023), zwingend den Arbeitnehmer ab dem 1.1. nach dessen 17. Geburtstag bei seiner Pensionskasse anzumelden. Ausnahmen sind gesetzlich festgelegt. Gemäß Beitragsordnung der Pensionskasse werden nun monatlich durch den Arbeitgeber die Arbeitnehmerbeiträge dem Bruttolohn abgezogen, auch bei ausbezahlten 13 Monatslöhnen aber immer nur 12 Mal. (Die Fakturierung des Gesamtbeitrages geht zulasten des Arbeitgebers, er kann maximal 50 % des Gesamtbeitrages beim Arbeitnehmer abziehen.) Ist der Arbeitnehmer unter 25 Jahren, so werden sehr tiefe Beiträge zur Anwendung kommen, denn es sind nur die Risiken Invalidität und Tod abgedeckt, die Äufnung von Sparbeiträgen (Freizügigkeitsleistung) erfolgt erst ab dem 1.1. nach dem 24. Geburtstag. Das schweizerische Pensionskassen-System funktioniert – im Gegensatz zu den übrigen Schweizer Sozialversicherungen – nach dem Kapitaldeckungsverfahren. Der Deckungsgrad gibt darüber Auskunft, zu wie viel Prozent die Verpflichtungen der Kasse mit Vermögenswerten gedeckt sind.
Im Gegensatz zu Deutschland und Österreich sind in der Schweiz die Versicherten über die paritätisch besetzten Stiftungsräte direkt an der Anlagepolitik jeder einzelnen Pensionskasse beteiligt, wodurch hier auch eine Auseinandersetzung stattfindet, ob Aspekte der Nachhaltigkeit bei den Vermögensanlagen eine Rolle spielen sollen. Die Politik gibt hier nur einen groben Rahmen vor.

### Vollversicherungen und (teil-)autonome Stiftungen
Die Pensionskassen in der Schweiz können über Vollversicherungen oder sogenannte (teil)- oder vollautonome Stiftungen abgedeckt werden. Beide Arten unterstehen dem Bundesgesetz über die betriebliche Alters-, Hinterlassenen- und Invalidenvorsorge (BVG), unterscheiden sich jedoch in ihrer Möglichkeit der Kapitalanlage und Risikoabsicherung.
Die Vollversicherung garantiert dabei, das Altersguthaben und seine Verzinsung zu 100 % abzusichern. Eine Unterdeckung ist grundsätzlich ausgeschlossen. Arbeitgeber und Versicherte tragen kein Risiko. Die Anlagemethoden der Vollversicher wird von der Schweizer Finanzmarktaufsicht (FINMA) überwacht. Grundlage für die Sicherstellung einer ausreichenden Kapitalisierung ist der Schweizer Solvenztest (SST) und entsprechenden Grundsätzen sowie vordefinierten Interventionsschwellen. Dieser Mechanismus, der von der FINMA überwacht wird, ist seit dem 1. Januar 2011 in Kraft. Der obligatorische Anteil des Altersguthabens ist mit einem vom Schweizer Bundesrat beschlossenen Mindestzinssatz zu verzinsen. Für das Jahr 2024 wurde er auf 1,25 % bestimmt.
Die sogenannten (teil-)autonomen Sammelstiftungen bieten für die angeschlossenen Unternehmen eine Pool-Anlage an, wo die erwirtschafteten Renditen gesammelt und entsprechend des Verlaufs an die Versicherten ausgeschüttet werden. Dabei können je nach Sammelstiftung  die angeschlossenen Unternehmen teilweise unterschiedliche Risikoprofile angeben und dementsprechend unterschiedlich an den Erträgen partizipieren. Bei positiver Finanzmarktentwicklung profitieren die Versicherten in der Regel auch über höherer Verzinsungen des Altersguthabens als bei Versicherte bei Vollversicherern. Dafür tragen Unternehmen und deren Mitarbeiter das Anlagerisiko. Für das Altersguthaben gibt es keine vertraglichen Garantien. Bei einer negativen Entwicklung des Finanzmarktes sind Sanierungsmassnahmen  grundsätzlich möglich.

### Pensionskassenschwund
Die Anzahl Pensionskassen in der Schweiz geht laufend zurück. Im Jahr 2012 gab es noch 2'073 Vorsorgeeinrichtungen, im Jahr 2020 existierten nur mehr 1'438 Schweizer Vorsorgeeinrichtungen der 2. Säule. So setzt sich der langjährige Konzentrationsprozess fort. Viele Unternehmen schließen sich mit ihren Vorsorgeeinrichtungen den Gemeinschafts- oder Sammelstiftungen an.

### Vermögensanlagen

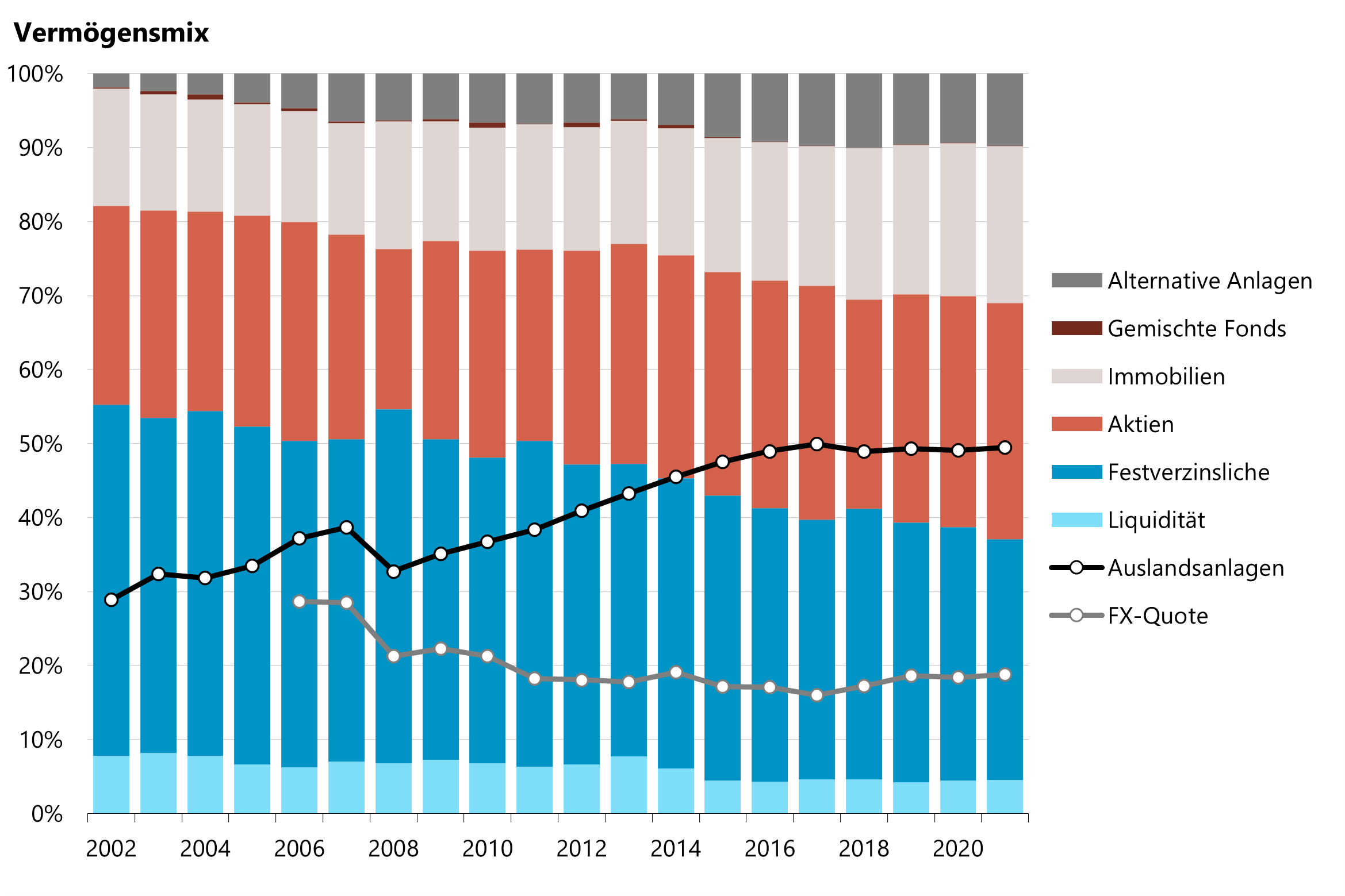
Anlagemix der Schweizer Pensionskassen 2002–2021

Die Pensionskassen in der Schweiz verwalten ein Vermögen von rund 1'000 Milliarden Schweizer Franken. Dieses wird diversifiziert angelegt. Per Ende 2021 legten die Schweizer Vorsorgeeinrichtungen knapp 33 % in festverzinsliche Anlagen (z. B. Obligationen), rund 32 % in Aktien und über 21 % in Immobilien an. Der Anteil an Alternativen Anlagen stieg über die Jahre kontinuierlich an und pendelt sich bei rund 10 % ein. Die wichtigsten Subkategorien der Alternativen Anlagen sind Private Equity, Infrastrukturanlagen und Private Debt. Die durchschnittliche Rendite der Jahre 2002–2021 betrug +3,8 % pro Jahr, im Zeitraum 2012–2021 lag die Rendite bei +5,3 % pro Jahr.

### Rechtsgrundlagen in Deutschland
- Gesetz zur Verbesserung der betrieblichen Altersversorgung
- Gesetz über die Beaufsichtigung der Versicherungsunternehmen

### Rechtsgrundlagen in der Schweiz
- Systematische Sammlung des Schweizerischen Bundesrechts - 831.4 Berufliche Alters-, Hinterlassenen- und Invalidenvorsorge